# Pero pernamba
Pero pernamba là một loài bướm đêm trong họ Geometridae.